# Storymachine
Die StoryMachine GmbH (Eigenschreibweise StoryMachine) ist eine Public-Relations-Agentur, die in mehreren Zusammenhängen überregionale Bekanntheit durch PR-Aktionen erlangt hat. Die leitenden Mitarbeiter der Agentur sind Kai Diekmann, Michael Mronz und Philipp Jessen. Das Anfang 2018 gegründete Unternehmen hat seinen Sitz in Berlin. StoryMachine beschäftigt rund 100 Mitarbeiter (Stand: Oktober 2021), davon 10 Datenanalysten (Stand: August 2019), „die möglichst früh erkennen sollen, wann Kunden über die sozialen Medien ein Shitstorm droht“.

## Heinsberg-Studie
Ab März 2020 führte ein Forscherteam um Hendrik Streeck die COVID-19 Case-Cluster-Study in Heinsberg durch. Begleitet wurde die Studie durch eine engmaschige PR-Arbeit von Storymachine bei Facebook und Twitter. Dieses Vorgehen führte zu breiter Kritik in den Medien, da die Berichte von Storymachine den Eindruck erweckten, dass bereits vor Vorliegen der Studienergebnisse auf Maßnahmen zur Lockerung der Beschränkungen bezüglich der COVID-19-Pandemie hingewirkt werden solle. Hierfür seien wissenschaftliche Erkenntnisse noch vor einem üblichen Peer-Review veröffentlicht worden. Julia Wandt vom Bundesverband Hochschulkommunikation kritisierte, dass Storymachine von sich aus auf Streeck zugegangen sei. Mronz erklärte dies damit, dass er und Streeck schon lange bekannt seien. Die SPD-Politikerin Sarah Philipp kritisierte diese Konstellation als „unlauteren Wettbewerbsvorteil“, weil Streeck den Auftrag an Mronz vergeben habe. Mronz wies die Kritik zurück. Der Wissenschaftsjournalist Joachim Müller-Jung kommentierte, Streeck habe einer fachlich völlig unversierten Marketingagentur „Propaganda-Prokura“ gegeben. Der Deutsche Rat für Public Relations (DRPR) untersuchte die Rolle der Agentur auf mögliche Verstöße gegen das Transparenzgebot. Durch ihren Rechtsanwalt ließ Storymachine erklären, Verstöße gegen das Transparenzgebot lägen nicht vor. Außerdem handele es sich bei Storymachine nicht um eine PR-Agentur, sodass der DRPR nicht zuständig sei. Der Journalist Robin Alexander verweist in seinem Buch Machtverfall (2021) darauf, dass der Vorgang nicht nur für Streeck, sondern auch für den NRW-Ministerpräsidenten und späteren CDU-Kanzlerkandidaten Armin Laschet den Eindruck der Käuflichkeit erweckt habe.

## Ursula von der Leyen
Im Juli 2019 erklärte die spätere EU-Kommissionspräsidentin Ursula von der Leyen, dass sie Beratungsdienste durch Storymachine erhalte. Das Unternehmen unterstütze sie u. a. beim Aufbau ihres Twitter-Accounts. Storymachine sei zu ihrer Zeit als Bundesministerin der Verteidigung an sie herangetreten, sie habe das Angebot jedoch zunächst abgelehnt. Nach ihrer Nominierung zur Kommissionspräsidentin habe sie den Auftrag dann erteilt. Die Kosten zahle von der Leyen aus privater Tasche. Das Thema wurde auch von Medien außerhalb der EU, zum Beispiel in der Schweiz und in Großbritannien aufgegriffen.

## Weitere Kunden
Der Versicherungskonzern Allianz SE beauftragte Storymachine 2018, die Präsenz des Unternehmens bei Instagram zu stärken.